# 양자 상태 공간
물리학에서 양자 상태 공간(영어: Quantum state space)은 문자적인 위치가 아닌, 어떤 물리계의 양자 상태를 나타내는 추상적인 공간이다. 이는 고전역학의 위상 공간에 대한 양자적 아날로그이다.

## 힐베르트 공간에 상대적으로
양자역학에서 상태 공간은 분리 가능한 복소수 힐베르트 공간이다. 이 힐베르트 공간의 차원은 우리가 기술하고자 하는 시스템에 따라 달라진다. 특정 측정에서 나올 수 있는 다양한 상태들은 정규 직교 기저를 형성하며, 따라서 상태 공간의 어떤 상태 벡터도 이러한 기저 벡터들의 선형 결합으로 쓸 수 있다. 여러 차원에 걸쳐 0이 아닌 성분을 갖는 것을 양자 중첩이라고 한다. 양자역학의 형식론에서 이러한 상태 벡터들은 종종 디랙의 간결한 브라-켓 표기법을 사용하여 쓰여진다.:165

## 예시
슈테른-게를라흐 실험에서 은 원자의 스핀 상태는 두 상태 공간으로 나타낼 수 있다. 스핀은 측정 장치와 정렬되거나(임의로 '위'라고 함) 반대 방향으로 정렬될 수 있다('아래'). 디랙 표기법으로 이 두 상태는 {\displaystyle |u\rangle ,|d\rangle }로 쓸 수 있다. 두 스핀 시스템의 공간은 {\displaystyle |uu\rangle ,|ud\rangle ,|du\rangle ,|dd\rangle } 네 가지 상태를 가진다.
스핀 상태는 이산적인 자유도이며, 양자 상태 공간은 연속적인 자유도를 가질 수 있다. 예를 들어, 한 공간 차원에 있는 입자는 {\displaystyle -\infty }에서 {\displaystyle \infty }까지의 범위에 있는 하나의 자유도를 가진다. 디랙 표기법으로 이 공간의 상태는 {\displaystyle |q\rangle } 또는 {\displaystyle |\psi \rangle }로 쓸 수 있다.:302

## 3차원 공간에 상대적으로
양자역학 초기에도 상태 공간(또는 처음에는 구성이라 불렸던)은 간단한 양자역학적 문제를 이해하는 데 필수적인 것으로 이해되었다. 1929년, 네빌 프랜시스 모트는 "파동이 보통의 3차원 공간에 존재하는 것으로 상상하는 경향이 있는데, 실제로는 다차원 공간의 파동 함수를 다루고 있다"는 점이 간단한 상호 작용 문제의 분석을 더 어렵게 만든다고 밝혔다. 모트(Mott)는 {\displaystyle \alpha }-입자가 안개 상자에서 방출되는 것을 분석한다. 방출 과정은 등방성인데, 양자역학에서는 구형 파동이지만 관찰되는 궤적은 선형이다.

구형파

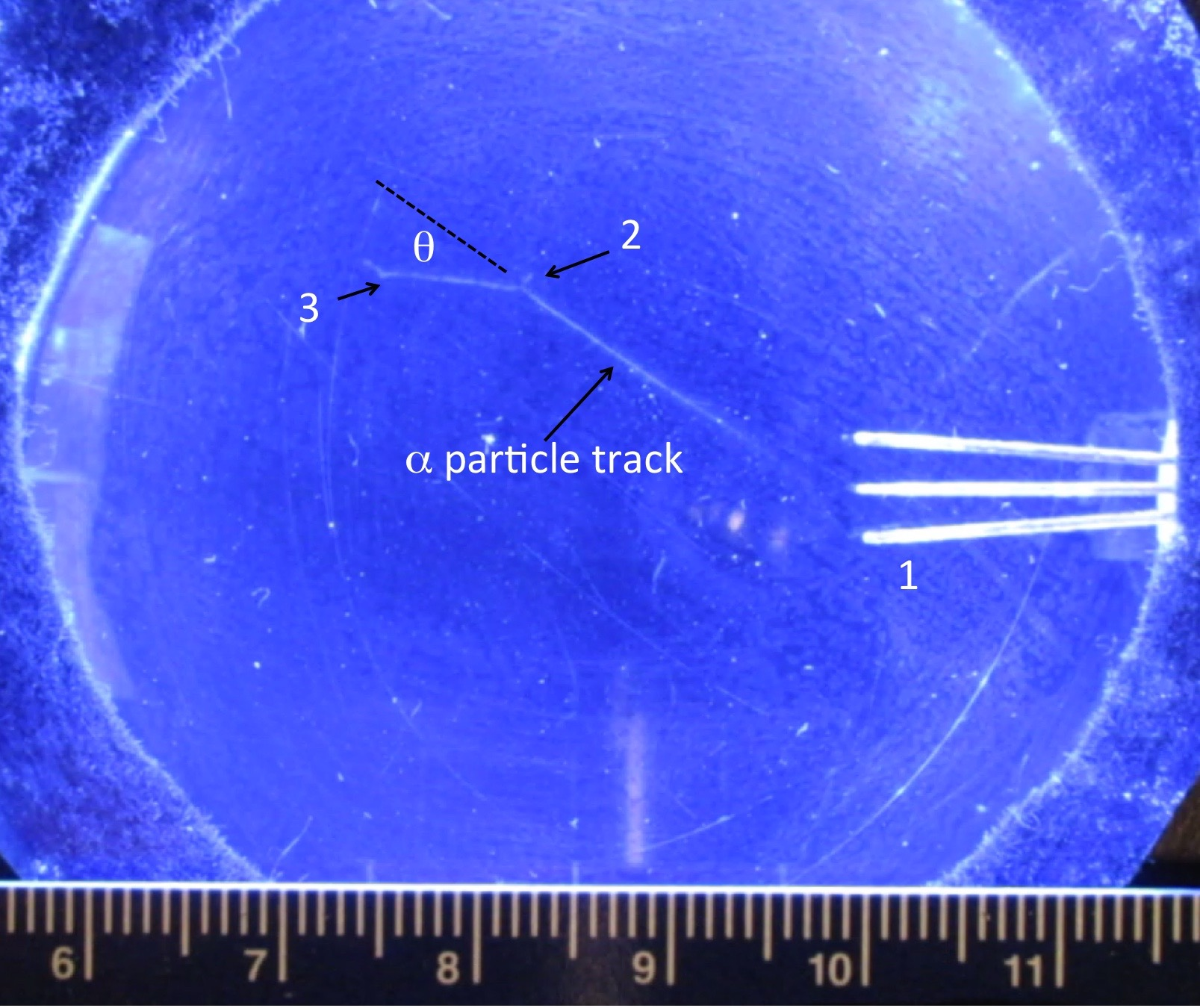
안개 상자 속 알파 입자 궤적

모트(Mott)가 말했듯이, "발산하는 구형 파동이 어떻게 직선 궤적을 만들어낼 수 있는지 상상하기는 다소 어렵다. 우리는 직관적으로 그것이 공간 전체에 걸쳐 무작위로 원자를 이온화해야 한다고 생각한다." 이 문제는 모트 문제로 알려지게 되었다. 모트는 원천과 두 개의 대표적인 원자의 위치 사이의 상관관계를 고려하여 직선 궤적을 도출했는데, 모든 세 위치가 공선일 때에만 연속적인 이온화가 발생함을 보였다.

## 고전적 위상 공간에 상대적으로
여러 물체에 대한 고전역학은 각 물체의 좌표와 속도의 목록 또는 벡터를 통해 그들의 운동을 설명한다. 물체가 움직임에 따라 벡터의 값은 변하며, 가능한 모든 값의 집합을 위상 공간이라고 부른다.:88 양자역학에서 상태 공간은 비슷하지만, 상태 공간에서는 서로의 스칼라 배수인 두 벡터가 같은 상태를 나타낸다. 또한, 양자 상태의 값 특성은 고전적 값과 다르다. 양자적 경우 값은 통계적으로만 측정될 수 있으며(많은 예시를 반복하여) 따라서 매 순간 잘 정의된 값을 가지지 않는다.:294

## 같이 보기
- 양자역학
- 양자 상태
- 배열 공간

## 더 읽어보기
- Claude Cohen-Tannoudji (1977). 《Quantum Mechanics》. John Wiley & Sons. Inc. ISBN 0-471-16433-X.
- [[David J. Griffiths|데이비드 제프리 그리피스]] (1995). 《Introduction to Quantum Mechanics》. Prentice Hall. ISBN 0-13-124405-1. |author-last1= 값 확인 필요 (도움말)
- David H. McIntyre (2012). 《Quantum Mechanics: A Paradigms Approach》. Pearson. ISBN 978-0321765796.